# Лаврентій (Друцький-Соколинський)
Лавре́нтій Дру́цький-Соколи́нський гербу Друцьк (світське ім'я Лев Друцький-Соколинський, пол. Leon Wawrzyniec (Laurenty) Drucki-Sokoliński herbu Druck; 19 грудня 1681 ― 15 травня 1727) ― князь, василіянин, місіонер, титулярний архієпископ Смоленський Руської унійної церкви, архимандрит Гродненський, Онуфрейський і Полоцький-Борисоглібський.

## Життєпис

### Навчання і діяльність

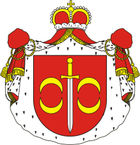
Герб Друцьк

Походив з княжого роду Друцьких-Соколинських герба Друцьк. Син кн. Флоріяна Друцького-Соколинського і Катерини.
По складенні вічних обітів у Василіянському Чині, навчався в Браневській єзуїтській колегії (вступив 18 липня 1700, закінчив 24 травня 1703), а потім у грецькій колегії святого Атанасія в Римі (вступив 29 лютого 1704 р., закінчив у 17 травня 1708 р.), отримавши титул доктора богослов'я; тоді ж в колегії прийняв священничі свячення (1709). 1710 р. на розпорядження протоархимандрита Льва Кишки повернувся до Речі Посполитої. Виконував уряд місіонера в полоцькій архієпархії (вернувся до Полоцького монастиря на разпорядження Льва Кишки) і візитатора архієпископських дібр (двір архієпископа Симеона Пєшкевича покинув після втручання Конгрегації Поширення Віри).
1713 р. став Гродненським архимандритом, проте керував архимандрією через свого вікарія, а сам перебував в родинному маєтку, через що втратив архимандритство близько 1720 р. через втручання митрополита Льва Кишки.

### Архієпископ Смоленський
1719 р. отримав номінацію на Смоленське архієпископство (висвячений на єпископа 15 травня цього ж року митрополитом Київським, Галицьким і всієї Руси Львом Кишкою) і для свого матеріального забезпечення перебрав василіянський монастир у Пустинках коло Мстислава і архимандрію в Онуфрею, а 1724 р. архимандрію святих Бориса і Гліба в Полоцьку.
Брав участь в Замойському синоді і підтримав його реформи, висунувши зі свого боку клопотання про надання йому привілею вживати далматику в літургійних служіннях (як єпископи латинського обряду) і право визначати наступництво Полоцького і Смоленського архієпископів. Був завзятим пропагандистом Унії в своїй архієпархії.